# ルーシーズ
『ルーシーズ』（原題: Loosies Love is not a crime）は、2012年にアメリカ合衆国で公開されたロマンティックドラマ映画。監督はマイケル・コレント。脚本・主演は『トワイライト』シリーズでカーライル役を務めたピーター・ファシネリで、これが彼の初脚本作品となった。出演者は、ピーター・ファシネリの他、ジェイミー・アレクサンダー、マイケル・マドセン、ヴィンセント・ギャロ、ジョー・パントリアーノなど。

## あらすじ
ボビー（ピーター・ファシネリ）は借金返済のため、マンハッタンでスリを行なっており、彼自身その生活を楽しんでいる。ある日ボビーはルーシー（ジェイミー・アレクサンダー）と再会する。彼女はボビーの子供を身ごもっていた。ボビーの本業を知ったルーシーは、彼に足を洗うよう説得する。一方、ボビーに警察バッジを奪われた刑事（マイケル・マドセン）の捜査が彼に迫っていた。

## 配役
| 役名                   | 俳優                       | 日本語吹替 |
| ---------------------- | -------------------------- | ---------- |
| ボビー                 | ピーター・ファシネリ       | 永井大     |
| ルーシー               | ジェイミー・アレクサンダー | 川越サキ   |
| ジャックス（借金取り） | ヴィンセント・ギャロ       | 渋谷茂     |
| サリー（刑事）         | マイケル・マドセン         | 一馬芳和   |
| リタ（ボビーの母親）   | マリアンヌ・レオーネ       | 梅田貴久美 |
| カール（母親の彼氏）   | ジョー・パントリアーノ     | 白熊寛嗣   |
| エドワード（警察署長） | ウィリアム・フォーサイス   | 北村謙次   |
| カーメン               | クリスティ・ロマーノ       | 槇原千夏   |

## 制作
この映画は、ロードアイランド州プロビデンスおよびニューヨークで撮影された。

## 配給
映画は2011年11月2日に限定公開され、2012年1月11日に一般公開された。2012年3月13日にはDVDが発売された。いくつかの性的、暴力的な表現のため、アメリカ映画協会によってPG-13に格付けされた。
日本では、2014年5月に小規模に劇場公開され、同年8月16日にDVDがリリースされた。日本語吹替は、俳優の永井大、女優の川越サキ、声優の渋谷茂、一馬芳和らが務めた。